# Groenendijk (Zuid-Holland)
Groenendijk is een buurtschap behorende tot de gemeente Alphen aan den Rijn in de Nederlandse provincie Zuid-Holland. Het ligt langs de zuidoever van de Oude Rijn tussen Zoeterwoude-Rijndijk en Hazerswoude-Rijndijk. Groenendijk ligt in de polder Groenendijk.
Tot 1 januari 1991 behoorde Groenendijk tot de gemeente Hazerswoude, waarna het onderdeel werd van Rijneveld, wat tussen 1993 en 2013 Rijnwoude heette. Vanaf 1 januari 2014 valt Groenendijk onder de gemeente Alphen aan den Rijn.

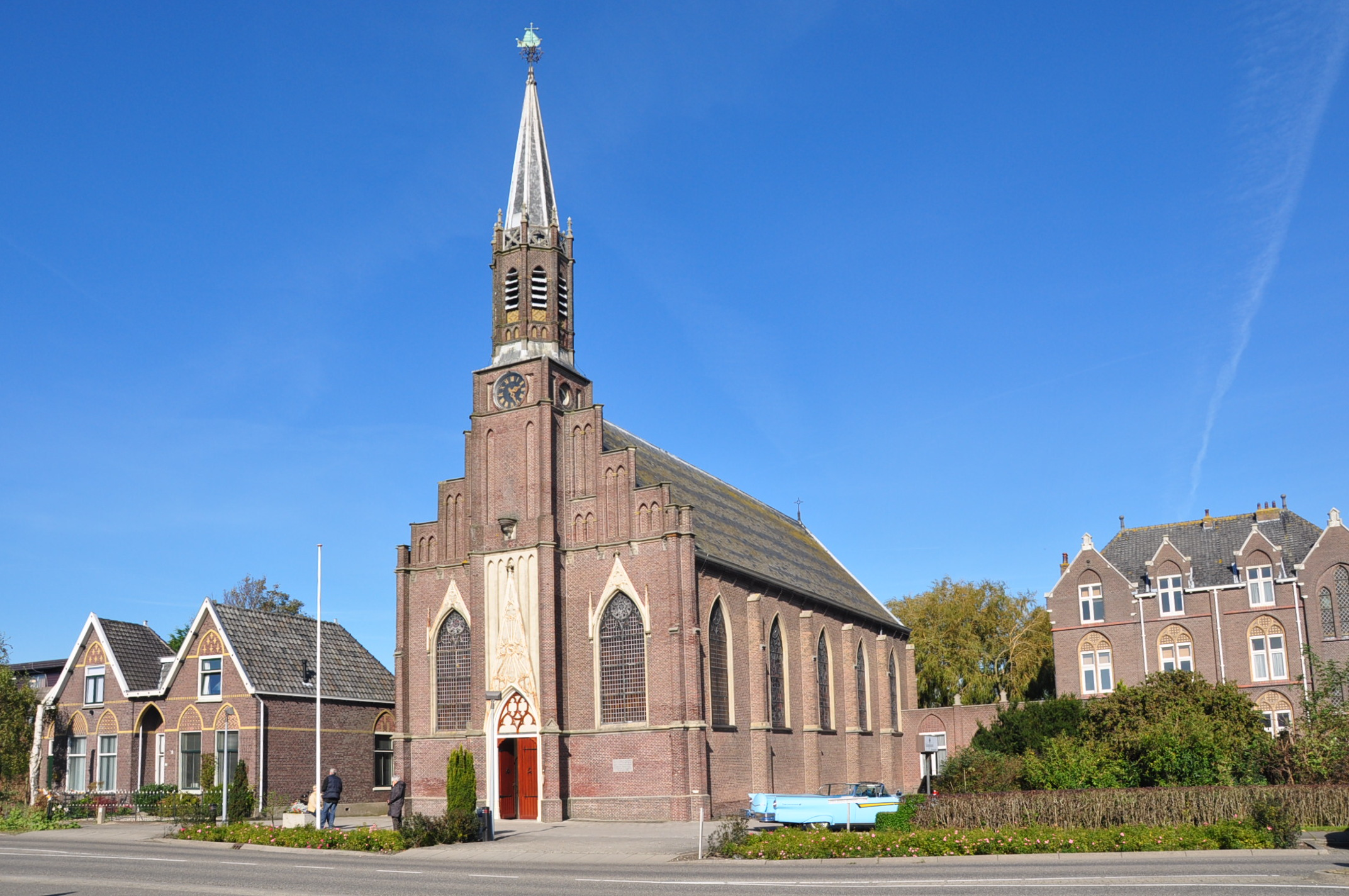
De Michael-Bernarduskerk of Scheepjeskerk (1855).
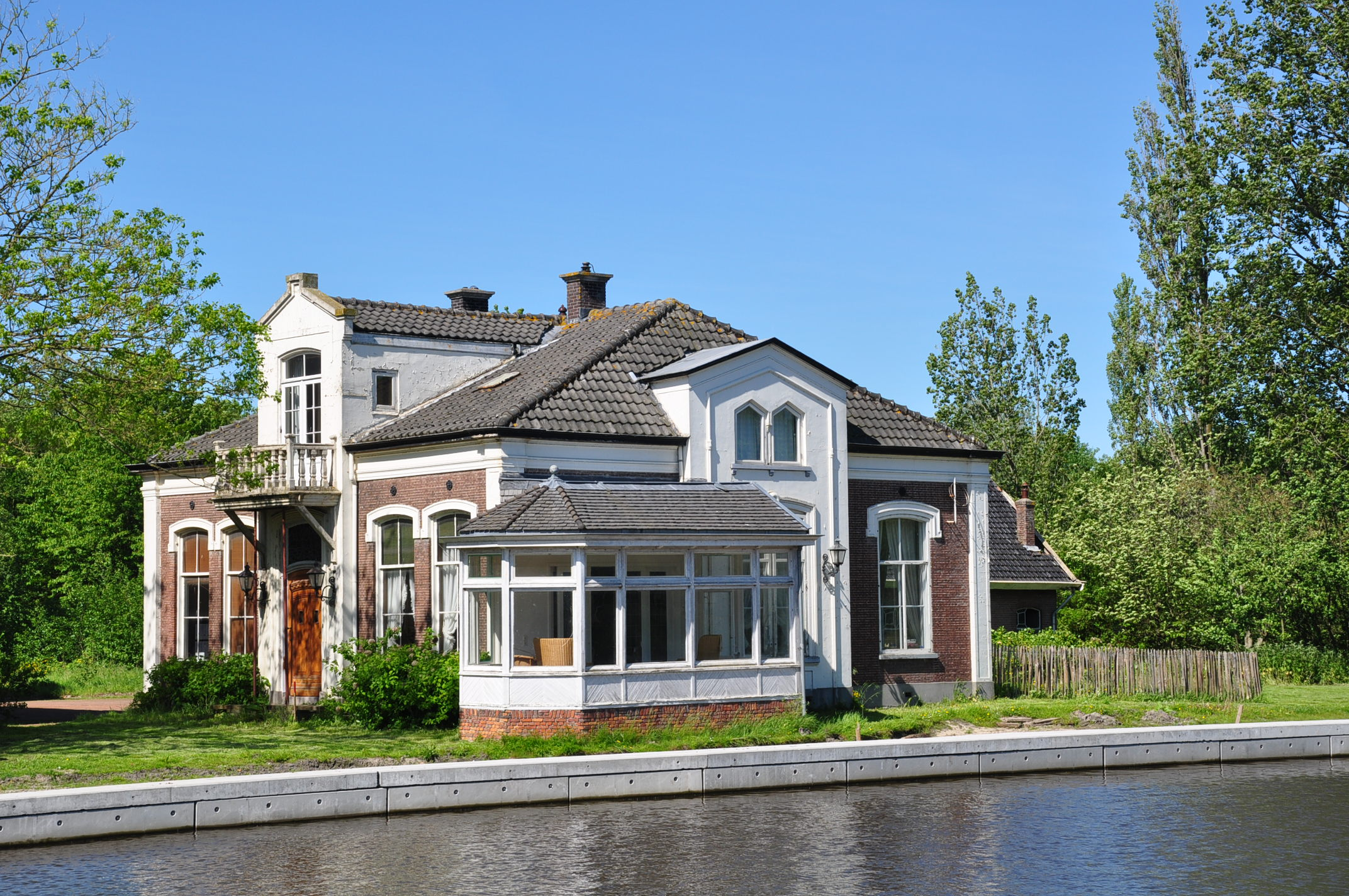
Directeurswoning van de voormalige kleiwarenfabriek "Nieuw Werklust".

Hoofdplaats: Alphen aan den Rijn     Wijken en Buurten: Oudshoorn · Ridderveld · Zegersloot · Hoorn · Hoge Zijde · Lage Zijde · Steekterpolder · Kerk en Zanen · Rietveld

Dorpen: Aarlanderveen · Benthuizen · Boskoop · Hazerswoude-Dorp · Hazerswoude-Rijndijk · Koudekerk aan den Rijn · Zwammerdam

Buurtschappen: Bent · Benthorn · De Roemer · Draaibrug · Gnephoek · Gouwsluis · Groenendijk · Groeneweg · Halve Raak · Heimansbuurt · Hogeveen · Hoogewaard · Hoorn · Kort-Steekterweg · Laag Boskoop · Lagewaard · Loete · Middelburg (deels) · 's-Molenaarsbuurt · Oostbuurt · Otweg · Ridderbuurt · Rietveld · De Roemer · Steekterweg/Goudse Rijpad · Spoelwijk · Voorweg · Westeinde

Historische gemeentes: Rijnwoude · Zuidwijk

Zuid-Holland: Steden en dorpen    Nederland: Provincies · Gemeenten